# Jennifer Turrall
Jennifer Turrall (Australia, 9 de mayo de 1960) es una nadadora australiana retirada especializada en pruebas de estilo libre larga distancia, donde consiguió ser campeona mundial en 1975 en los 800 metros estilo libre.

## Carrera deportiva
En el Campeonato Mundial de Natación de 1975 celebrado en Cali (Colombia), ganó la medalla de en los 800 metros estilo libre, con un tiempo de 8:44.75 segundos que fue récord de los campeonatos, por delante de las estadounidenses Heather Greenwood  y Shirley Babashoff; y también ganó la medalla de plata en los 400 metros estilo libre, con un tiempo de 4:17.88 segundos, en este caso fue superada por la estadounidense Shirley Babashoff.